# Пясечно (Груєцький повіт)
Пясечно (пол. Piaseczno) — село в Польщі, у гміні Варка Груєцького повіту Мазовецького воєводства.
Населення — 300 осіб (2011).
У 1975-1998 роках село належало до Радомського воєводства.

## Демографія
Демографічна структура станом на 31 березня 2011 року:
|          | Загалом | Допрацездатний вік | Працездатний вік | Постпрацездатний вік |
| -------- | ------- | ------------------ | ---------------- | -------------------- |
| Чоловіки | 135     | 27                 | 91               | 17                   |
| Жінки    | 165     | 30                 | 100              | 35                   |
| Разом    | 300     | 57                 | 191              | 52                   |